# Baao, Camarines Sur
Baao là một đô thị hạng 3 ở tỉnh của Camarines Sur, Philippines. Theo điều tra dân số năm 2015, đô thị này có dân số 58.849 người.

## Các đơn vị hành chính
Baao về mặt hành chính được chia thành 30 khu phố (barangay).
| - Agdangan Pob. (San Cayetano) - Antipolo - Bagumbayan - Cristo Rey - Del Pilar - Del Rosario (Pob.) - Iyagan - La Medalla - La Purisima (Caranday) - Lourdes - Nababarera - Sagrada - Salvacion - San Antonio (Buluang) - San Francisco (Pob.) | - San Isidro (Oras) - San Jose (Pob.) - San Juan - San Nicolas (Pob.) - San Rafael (Ikpan) - Pugay (San Rafael) - San Ramon (Pob.) - San Roque (Pob.) - San Vicente - Santa Cruz (Pob.) - Santa Eulalia - Santa Isabel - Santa Teresa (Vega) - Santa Teresita (Tara-tara) - Tapol |